# Der Grüffelo

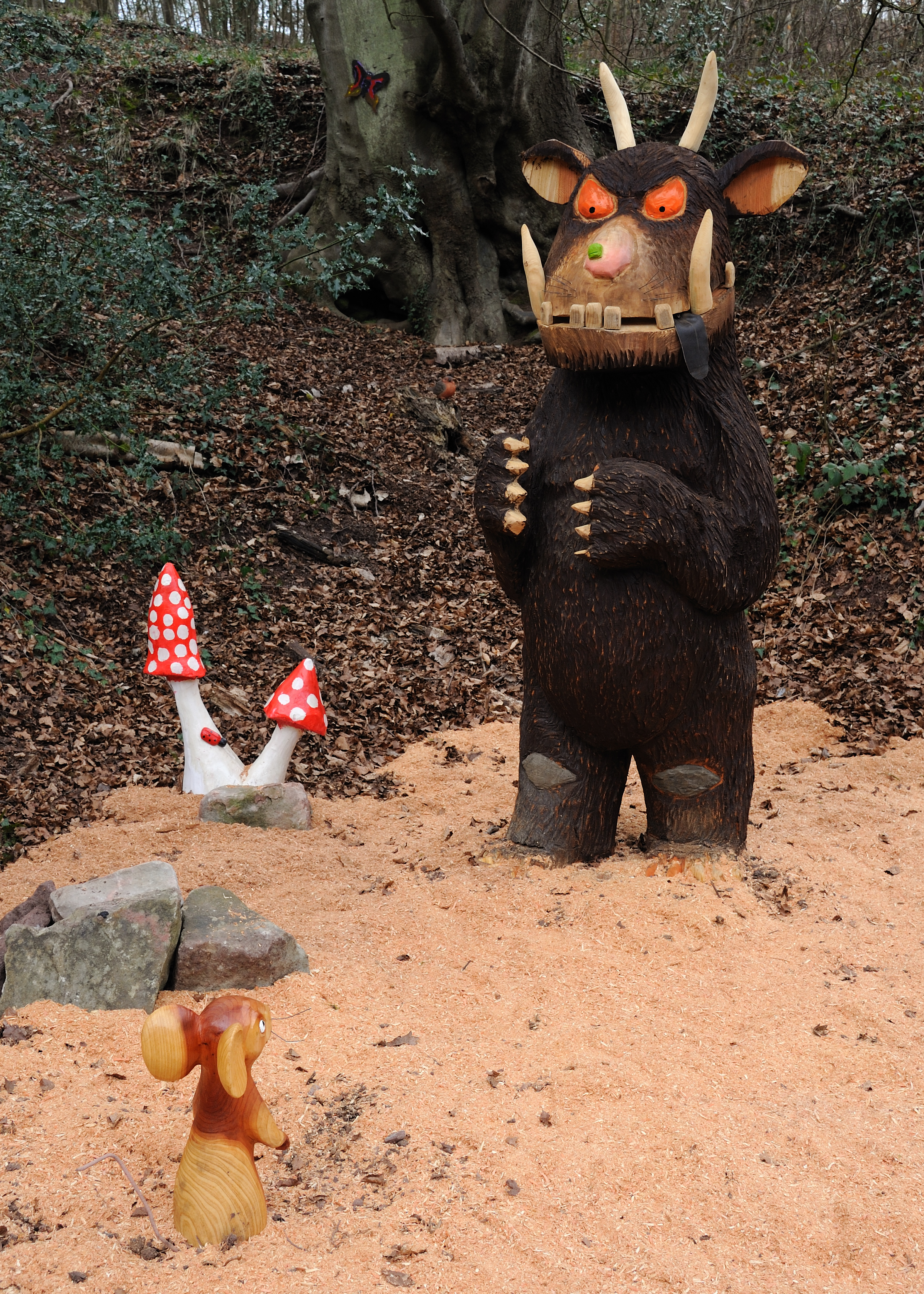
Die Maus und der Grüffelo

Der Grüffelo (Originaltitel The Gruffalo) ist ein im Jahr 1999 erschienenes Kinderbuch der britischen Schriftstellerin Julia Donaldson, das von Axel Scheffler illustriert wurde. Es erzählt die Geschichte einer Maus, die auf ihrem Spaziergang durch den Wald ein Ungeheuer namens „Grüffelo“ zunächst nur erfindet, dann aber tatsächlich trifft.
Die deutschsprachige Ausgabe erschien ebenfalls 1999. Das in zahlreiche Sprachen übersetzte Buch entwickelte sich inzwischen zum Weltbestseller und gilt in Großbritannien bereits als moderner Kinderbuchklassiker. Gemäß Verlagsempfehlung ist das Buch für Kinder ab vier Jahren geeignet.
Die Idee zum Buch basiert lose auf dem chinesischen Volksmärchen Der Fuchs und der Tiger, das im chinesischen Chengyu Der Fuchs leiht sich die Macht des Tigers (chinesisch 狐假虎威, Pinyin hújiǎhǔwēi) zusammengefasst ist. Ursprünglich plante Julia Donaldson, anstatt des Grüffelos wie in der chinesischen Fabel einen Tiger als Antagonisten auftreten zu lassen, verwarf den Gedanken jedoch, da ihre Geschichte in Reimform verfasst werden sollte und ihr die Menge möglicher Reime auf das Wort Tiger zu limitiert erschien.

## Handlungsstruktur und -verlauf
Der Protagonist dieser Geschichte ist eine Maus. Ihr Spaziergang durch den Wald kann in zwei Abschnitte unterteilt werden. Im ersten Abschnitt trifft die Maus bei ihrem Spaziergang auf verschiedene für sie gefährliche Tiere (einen Fuchs, eine Eule und eine Schlange). Diese Tiere wollen die Maus jeweils scheinheilig zu sich nach Hause einladen, wohl um sie (wie im Film zu sehen) dort zu fressen: der Fuchs (der ihr Götterspeise in seinem Bau anbietet) will aus ihr Suppe kochen, die Eule (die sie zum Tee einlädt) sie als Teebeutel benutzen und die Schlange (die sie zum „Schlangen-Mäuse-Fest“ einlädt) sie erwürgen. Die Maus lehnt jedoch jede Einladung mit dem Hinweis ab, dass sie sich bereits mit dem Grüffelo verabredet habe.
Da keines der Tiere den Grüffelo kennt, muss die Maus dieses Tier jeweils beschreiben. Mit der Beschreibung von feurigen Augen, einer grässlichen Tatze oder schrecklichen Klauen und dem Hinweis, dass der Grüffelo am liebsten „Fuchsspieß“, „Eule mit Zuckerguss“ oder „Schlangenpüree“ verspeise, vertreibt die Maus jeweils ihre Gegner.
Im zweiten Abschnitt trifft die Maus dann tatsächlich den Grüffelo, der sie ebenfalls verspeisen möchte. Die Maus erzählt dem Grüffelo jedoch, dass sie bei den anderen Tieren im Wald gefürchtet sei. Das macht den Grüffelo neugierig, und so spazieren sie gemeinsam durch den Wald. Dabei treffen sie auf die Schlange, die Eule und auf den Fuchs, die aber alle nach einer kurzen Begrüßung das Weite suchen. Zuletzt schockiert die Maus den Grüffelo mit dem Hinweis, dass sie am liebsten „Grüffelogrütze“ esse, woraufhin sich auch der Grüffelo vor der Maus fürchtet und Reißaus nimmt. Endlich hat die Maus ihre Ruhe und knackt Nüsse. Ob sich die Geschichte wirklich zugetragen hat oder nur in der Phantasie der Maus, der Leser also einem unzuverlässigen Erzähler aufgesessen ist, bleibt offen.

## Rezension
- Die F.A.Z. schreibt unter anderem: „… das leichtgläubige Monster ist ein Fixstern im Kinderkosmos, die Kleinen singen das Grüffelolied und schleifen die Großen mit ins feine Londoner Arts Theatre, wo das Grüffelostück zu sehen ist, sie kaufen Puzzles und Poster und natürlich das Nachfolgebuch: ‚Das Grüffelokind‘.“[9]
- Beim ZDF heißt es zum Theaterstück: „… Ein kleines Lehrstück über Furcht und Unerschrockenheit und das Glück der Kleinen, die groß herauskommen, wenn sie nur ihre Fantasie gebrauchen.“[10]

Sekundärliteratur, die sich originär mit der „Bildergeschichte mit Fabelcharakter“ befasst, ist bislang kaum bekannt. Die „didaktisch-methodischen Hinweise“ von Hans Gärtner bei der Bilderbuchkino-Ausgabe des auf Audiovisuelle Unterrichtsmedien spezialisierten Verlages media nova stellen eine Unterrichtshilfe dar und richten sich an Lehrkräfte, die die Grüffelo-Bildergeschichte in der Vor- oder Grundschule als „Bilderbuchkino“ sowie für die Werteerziehung und Religionspädagogik einsetzen möchten. Eine andere Sicht vertritt der Pädagoge Michael Fink in seinem im Beltz-Verlag erschienenen Booklet zu den Bilderbuchkarten für den Bereich des Kindergartens, wenn er die Stärken des Buches folgendermaßen beschreibt:

„Gerade weil das Buch von durchaus grausamen Verhaltensweisen – immerhin Täuschung und gegenseitigem Auffressenwollen – erzählt, dennoch keine Einordnung in Gut und Böse vornimmt, kann aus der gemeinsamen Betrachtung gemeinsames Nachdenken werden, das durchaus philosophischen Charakter haben kann.“

Gleichwohl beschäftigen sich in der wissenschaftlichen Literatur unter anderem Hebblethwaite und McCarthy in ihrer wissenschaftlichen, englischsprachigen Aufsatzsammlung von 2007, Fear. Essays on the Meaning and Experience of Fear, mit der stufenweisen Überwindung von Angst in The Gruffalo. Beusch bewertet in seiner sonderpädagogischen Diplomarbeit von 2007 an der FHS Bern (veröffentlicht 2008 unter dem Titel Angst bei Kindern mit geistiger Behinderung) in ähnlichem Zusammenhang das Kinderbuch Der Grüffelo als eine „clevere Monstergeschichte […, die] zeigt, dass man durch einen Beschützer stark werden kann“. Brodocz, Llanque, Schaa setzen sich im Vorwort ihrer gesellschaftspolitischen Studie von 2008, Bedrohungen der Demokratie, mit der Handlung von Der Grüffelo auseinander und ziehen daraus die Parallele, dass „wir uns Bilder von den Bedrohungen (der Demokratie) machen müssen, bevor wir ihnen begegnen“.

## Auszeichnungen
Das Buch wurde unter anderem mit dem Gold Award des Nestlé Smarties Book Prize (1999) und mit dem deutschen Kinder- und Jugendbuchpreis Heidelberger Leander (2005) ausgezeichnet.

## Ausgaben
Das Buch von Julia Donaldson mit den Illustrationen von Axel Scheffler wurde bereits in 26 Sprachen übersetzt und weltweit in über zwei Millionen Exemplaren verkauft. Als Fortsetzung ist von der gleichen Schriftstellerin The Gruffalo’s Child erschienen, das ebenfalls von Axel Scheffler illustriert wurde (dt. Ausgabe: Das Grüffelokind). Die jeweiligen Sprachausgaben wurden teilweise als Lizenzausgaben von weiteren Buchverlagen herausgegeben. Außerdem sind begleitende Bücher erschienen, wie The Gruffalo Activity Book mit Spielen, Puzzles und Malseiten (dt. Das Grüffelo-Puzzle-Buch), sowie verschiedensprachige Hörbuch-Ausgaben und Medienkombinationen. Darüber hinaus wurde eine eigene englischsprachige Internetpräsenz The Gruffalo eingerichtet.

### Deutsche Ausgaben (Auswahl)
- Der Grüffelo. Beltz & Gelberg, Weinheim 1999, ISBN 3-407-79230-1; 13. Auflage 2008. (Aus dem Englischen von Monika Osberghaus)
- Der Grüffelo. Beltz & Gelberg, Weinheim 2002, ISBN 3-407-79291-3; 5. Auflage 2008. (Ausgabe als Papp-Bilderbuch; aus dem Englischen von Monika Osberghaus)
- Der Grüffelo und Das Grüffelokind. Mit Grüffelo-Song auf Englisch und Deutsch. Hörcompany, Hamburg 2005, ISBN 3-935036-77-9. (Hörbuch, 1 CD mit Booklet; gesprochen und gesungen von Ilona Schulz, aus dem Englischen von Monika Osberghaus; The Gruffalo song gesungen von Imelda Staunton; Regie und Konzept: Angelika Schaack)
- Der Grüffelo. Ein Bilderbuchkino nach dem Bilderbuch von Axel Scheffler und Julia Donaldson. Medienkombination, Verlag media nova, Landshut 2006/2007; Lizenzausgabe des Verlags Beltz & Gelberg, Weinheim.
  - Der Grüffelo. Buch (Nachdruck).
  - Der Grüffelo. 24 Farbdiapositive.
  - Hans Gärtner: Didaktisch-methodische Hinweise.
  - Kopiervorlagen zur Leseförderung und zur kreativen Weiterarbeit.
  - Michael Fink: Bilderbuchkarten »Der Grüffelo« von Axel Scheffler und Julia Donaldson. Beltz & Gelberg, Weinheim 2018, EAN 4019172200015

### Englische Ausgaben (Auswahl)
- The Gruffalo. Macmillan Children’s Books, London 1999, ISBN 0-333-71093-2.
- The Gruffalo. Westermann Verlag, Braunschweig 2004, ISBN 3-14-127205-0. (Vom Verlag Macmillan Children’s Books, London, übernommene Ausgabe)

## Film
Produzent Michael Rose von Magic Light Pictures produzierte 2009 einen Trickfilm nach dem Bilderbuch für die BBC, der zu Weihnachten auf BBC One ausgestrahlt wurde. Regie führten die beiden Deutschen Jakob Schuh und Max Lang. Die Animation, Storyboards und der Setbau entstanden beim süddeutschen Studio Soi. Die Stimmen in der englischen Originalversion werden gesprochen von Helena Bonham Carter, Rob Brydon, Robbie Coltrane und James Corden. In der deutschen Version sprechen Christian Ulmen, Heike Makatsch, Edgar Selge und Otto Sander. Die deutsche Erstausstrahlung war am 24. Dezember 2010 um 10:40 Uhr im ZDF. 2011 wurde The Gruffalo für einen Oscar als Bester animierter Kurzfilm nominiert.

## Philatelistisches
Im Briefmarken-Jahrgang 2019 gab die Deutsche Post AG ein Sonderpostwertzeichen im Nennwert von 70 Eurocent mit dem Motiv des Grüffelo heraus. Der Entwurf stammt von der Grafikerin Bettina Walter aus Bonn.

## Trivia
- Die Landesregierung von Baden-Württemberg veröffentlichte zu Ostern 2020 auf ihrem YouTube-Kanal Videos, in denen der Ministerpräsident Winfried Kretschmann das Buch auf schwäbisch[23] und hochdeutsch[24] vorliest.
- In Weinheim gibt es seit 2022 den Grüffelo-Pfad.[25]